# Flughafen Poitiers-Biard

i7
i11
i13
Der Flughafen Poitiers-Biard  (IATA-Code: PIS, ICAO-Code: LFBI) liegt in der Kommune Poitiers im französischen Département Vienne. Träger des Flughafens ist die Industrie- und Handelskammer zu Vienne. Der Flughafen ist mit dem Auto über die A10 erreichbar.

## Fluggesellschaften und Ziele
Linienflugziele sind London, Edinburgh und Barcelona.

## Zwischenfälle
- Am 8. Januar 1958 stürzte eine Douglas DC-3A der Air France (Luftfahrzeugkennzeichen F-BAOA) bei einem Trainingsflug auf dem Flughafen Poitiers-Biard (Département Vienne) ab. Aus einem Anflug mit nur einem laufenden Triebwerk musste durchgestartet werden, weil das Fahrwerk für die Landung nicht rechtzeitig verriegelt war. Beim Gasgeben drehte die Maschine nach rechts weg und stürzte in eine Gebäudegruppe. Alle 8 Insassen, sechs Besatzungsmitglieder und zwei Passagiere, überlebten den Unfall.[3]

- Am 30. April 1959 geriet eine Douglas DC-3/C-47B-1-DK der Air France (F-BAII) bei der Landung auf dem Flughafen Poitiers-Biard von der Landebahn ab und wurde irreparabel beschädigt. Alle Besatzungsmitglieder, die einzigen Insassen auf dem Frachtflug, überlebten den Unfall.[4]